# Centro Studi Piemontesi - Ca dë Studi Piemontèis
Il Centro Studi Piemontesi - Ca dë Studi Piemontèis (CSP) è un'associazione senza fini di lucro, eretta in Ente morale con decreto prefettizio n. 674 del 3 settembre 1975 ed iscritta in data 8 febbraio 2005 al n. 558 del Registro regionale centralizzato provvisorio delle Persone giuridiche. Ha sede a Torino, dove fu fondata nel 1969 da Renzo Gandolfo per radunare in un ente accademico quanti più studiosi dediti alla storia, alla civiltà e alla lingua del Piemonte, con lo sguardo rivolto anche ai Paesi storicamente ad esso legati, come la Valle d'Aosta, la Savoia, Nizza e il Nizzardo. Il nome è bilingue, piemontese e italiano, e le lingue usate nelle pubblicazioni, polidisciplinari con riferimento ai territori citati, sono generalmente piemontese, italiano, francese ed inglese, anche se si contano tra le pubblicazioni del Centro anche alcuni articoli in lingua tedesca e un volume in lingua russa.
Il Centro Studi è retto da un consiglio direttivo e da un comitato scientifico.

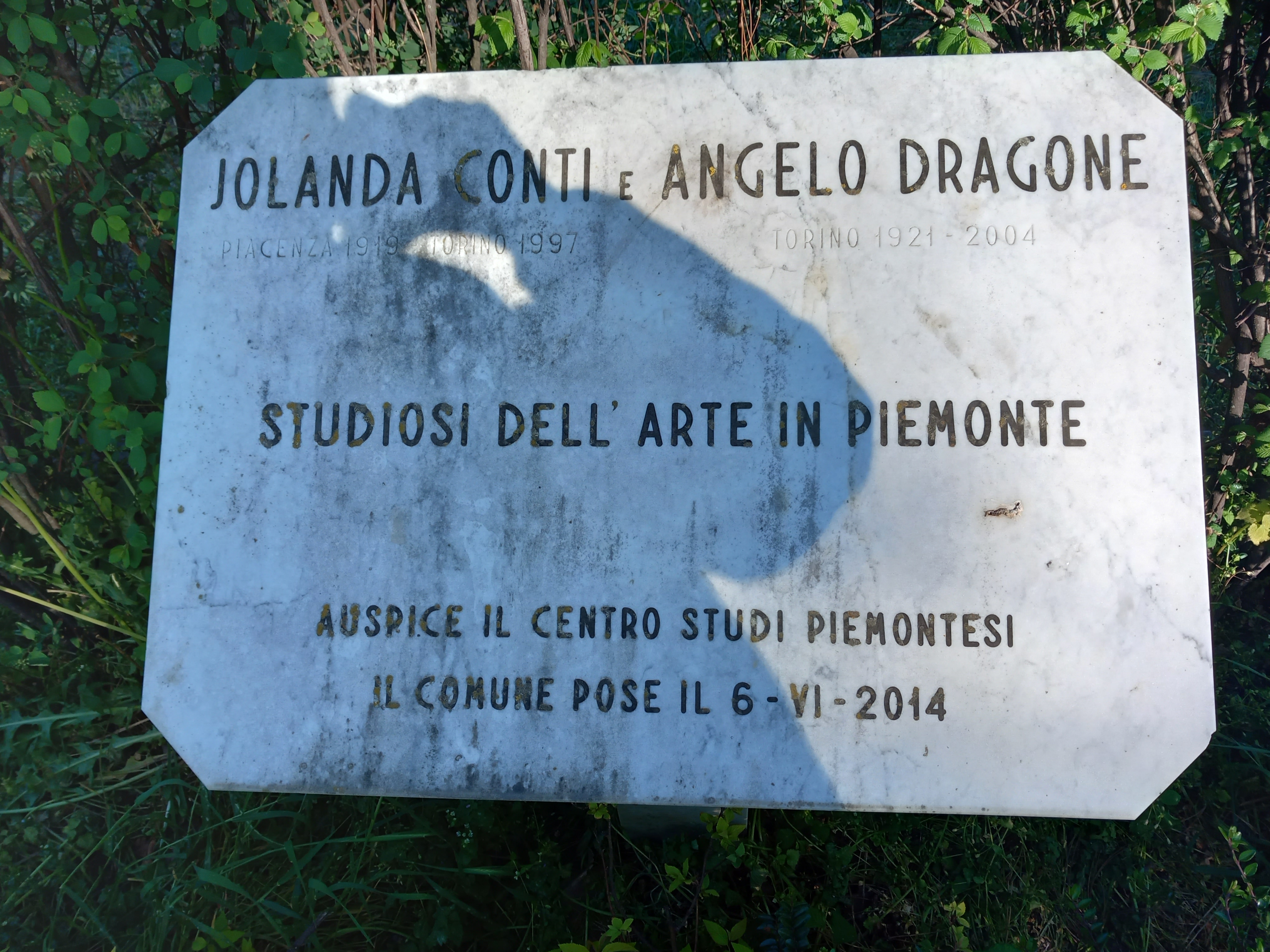
Lapide al parco del Valentino

Il consiglio direttivo è eletto ogni tre anni dall'assemblea dei soci. I soci in regola con la quota associativa annuale, condizione indispensabile per potere esercitare il diritto di voto, sono mediamente circa 900 ogni anno, anche se il complessivo bacino di utenza è di gran lunga più ampio. Il consiglio è attualmente composto da Giuseppe Pichetto (Presidente), Gustavo Mola di Nomaglio (Vice Presidente), Federico Della Chiesa di Cervignasco (Tesoriere), Massimo De Andreis,  Giuseppe Ferrero, Gianluigi Gabetti, Elisa Gribaudi, Giacomo Lorenzato, Lodovico Passerin d’Entrèves, Gian Savino Pene Vidari, Camillo Venesio.
Direttore: Albina Malerba.
Del comitato scientifico fanno parte: Renata Allìo, Alberto Basso, Gilles Bertrand, Gabriele Clemens, Anna Cornagliotti, Guido Curto, Richard Drake, Pierangelo Gentile, Livia Giacardi, Andreina Griseri, Corine Maitte, Francesco Malaguzzi, Isabella Massabò Ricci, Andrea Merlotti, Aldo A. Mola, Francesco Panero, Gian Savino Pene Vidari, Pier Massimo Prosio, Rosanna Roccia, Costanza Roggero, Alda Rossebastiano, Giovanni Tesio, Georges Virlogeux.
Revisori dei conti: Gianluca Ferrero, Giovanni Chieli, Maria Teresa Reineri; supplente: Maria Cristina Gaja.
Probiviri: Maria Piera Gandolfo Peyron, Vincenzo Pich, Alessandro Rosboch.
Storico direttore della Ca dë Studi è stato Gianrenzo P. Clivio, il quale ha dato via a una lunga serie di incontri annuali (ij Rëscontr ëd Lenga Piemontèisa), con partecipazione nazionale ed internazionale. Il centro dei quali ne sono stati tenuti trenta, e per ciascuno dei quali sono stati pubblicati gli atti.
Il Centro Studi cura la pubblicazione della rivista semestrale Studi Piemontesi, della quale si contano 100 uscite al giugno 2022. I titoli pubblicati nelle differenti collane editoriali sono oltre 400, riguardanti arte, letteratura, musica, storia, linguistica, dialettologia e poesia del Piemonte e delle regioni già facenti parte degli Stati sabaudi. Ha promosso 30 Convegni nazionali e internazionali e di tutti ha pubblicato gli Atti; ha organizzato, spesso in collaborazione con altre istituzioni, 20 mostre, pubblicandone i cataloghi. La realizzazione di 25 Concerti e di ben oltre 1000 conferenze e presentazioni di libri a Torino, in Italia e all'estero, congiuntamente alla costituzione di una biblioteca specializzata di oltre 20.000 volumi aperta al pubblico, contribuiscono a delineare un profilo complessivo di un'attività riconosciuta anche a livello internazionale. Numerose pubblicazioni del Centro sono presenti, ad esempio, in molte delle principali biblioteche di tutto il mondo (per una prima informazione al riguardo si può interrogare il Karlsruher Virtueller Katalog  - http://kvk.bibliothek.kit.edu/?digitalOnly=0&embedFulltitle=0&newTab=0 -  indicando nella casella Freitext le parole chiave "Centro Studi Piemontesi" e selezionando le biblioteche mondiali collegate).

## Alcune grandi opere
Tra le grandi opere curate dal Centro Studi, mentre continua ad essere pubblicato il monumentale epistolario di Massimo d'Azeglio curato da Georges Virlogeux  (circa seimila pagine pubblicate a partire dal 1987, del quale è ora in preparazione il vol. X) e mentre si attendono i volumi di addenda e di indici della Bibliografia delle famiglie subalpine si deve ricordare, da ultimo, il REP - Repertorio Etimologico Piemontese, pubblicato nel 2015. Si tratta di un vocabolario di grande formato che mette a fattore comune tutti i dieci principali precedenti vocabolari della lingua piemontese e che analizza la storia delle parole dalla loro apparizione. L'équipe di studiosi (composta dai professori Giovanni Ronco, Laura Parnigoni, Marisa Falconi, Luca Bellone, Anna Cerutti Garlanda, Consolina Vigliero) che ha operato sotto la direzione scientifica di Anna Cornagliotti, ha concluso l'opera dopo quindici anni di lavoro. Max Pfister ha lodato tale iniziativa annunciando che il REP sarà implementato nella produzione del più grande LEI, che è stato pubblicato in fascicoli dal 1979, ed è giunto ora all'inizio della lettera E. Il LEI si prevede che sarà completato per il 2032.